# Eliana
Eliana ist ein weiblicher Vorname.

## Herkunft und Bedeutung
Für den Namen Eliana kommen verschiedene Herleitungen in Frage:
- hebräisch אֶלִיעַנָה ʾælîʿanāh: „(mein) Gott hat geantwortet“[1][2]
- Variante von Elia bzw. Elias, hebräisch אֱלִיָּהוּ ʾēlijjāhū[3][4]
- Variante von Éliane[5], der auf Aelianus zurückgeht und vermutlich über die latinisierte Form Aelius[6] von altgriechisch ἥλιος hēlios „Sonne“ abgeleitet wird[7]

## Verbreitung
In den USA begann in den 1990er Jahren ein steiler Aufstieg des Namens Eliana in den Vornamenscharts. Seit 2016 gehört er zu den 100 meistvergebenen Mädchennamen. Im Jahr 2021 belegte er bereits Rang 48. Auch in Australien und Kanada findet sich der Name in den Top-100 der Vornamenscharts.
Eliana ist auch in Brasilien verbreitet, jedoch war der Name in erster Linie in den 1960er und 1970er Jahren beliebt. Heute wird er seltener gewählt.
In der Schweiz belegte Eliana im Jahr 2020 Rang 133 der Hitliste, der Name wurde 59 Mädchen gegeben. Insgesamt tragen in der Schweiz 1407 Frauen und Mädchen den Namen Eliana (Stand 2020). Im selben Jahr erreichte der Name in Österreich mit 19 Nennungen Rang 297 der Vornamenscharts.
In Deutschland ist der Name Eliana mäßig beliebt, liegt jedoch im Aufwärtstrend. Wurde der Name zu Beginn der 2000er Jahre noch ausgesprochen selten vergeben, belegte er im Jahr 2021 bereits Rang 160 der Hitliste.

## Varianten
Folgende Namensvarianten leiten sich über die Deutung von Aelianus ab:
- Englisch: Elliana
- Französisch: Éliane
  - Diminutiv: Eliette
- Isländisch: Elíana
- Italienisch
  - Diminutiv: Liana
- Latein
  - Altrömisch: Aeliana
  - Maskulin: Aelianus
- Portugiesisch: Eliane, Eliene, Eliani
- Slowakisch: Eliána
- Ungarisch: Eliána

Für Varianten von Elia: siehe Elias#Varianten

## Namensträgerinnen

### Eliana
- Eliana Bandeira (* 1996), portugiesisch-brasilianische Leichtathletin
- Eliana Burki (1983–2023), Schweizer Musikerin
- Eliana Chávez (* 1997), kolumbianische Leichtathletin
- Eliana D’Ippolito (* 1986), italienische Sängerin
- Eliana Fernández, spanische Fußballschiedsrichterassistentin
- Eliana Gaete (* 1932), ehemalige chilenische Hürdenläuferin, Sprinterin, Weitspringerin und Mittelstreckenläuferin
- Eliana Jones (* 1997), kanadische Schauspielerin
- Eliana Menassé (* 1930), mexikanische Malerin
- Eliana Pittman (* 1945), brasilianische Sängerin
- Eliana Printes, brasilianische Sängerin

Zweitname
- Talitha Eliana Bateman (* 2001), US-amerikanische Schauspielerin
- Luz Eliana Ebensperger Orrego (* 1964), chilenische Anwältin und Politikerin
- Karina Eliana Rabolini (* 1967), argentinisches ehemaliges Model und jetzige Unternehmerin

### Eliane/Éliane
- Eliane Blüher (1928–2020), französische Übersetzerin
- Eliane Christen (* 1999), Schweizer Skirennläuferin
- Éliane de Creus (1905–1997), französische Sängerin und Schauspielerin
- Eliane Cueni (1963–2016), Schweizer Jazzpianistin
- Eliane Elias (* 1960), brasilianische Pianistin
- Eliane Girod, ehemalige Schweizer Basketballspielerin
- Eliane Goetschmann, ehemalige Schweizer Basketballspielerin
- Éliane Gubin (* 1942), belgische Historikerin
- Éliane Jacq (1948–2011), französische Sprinterin
- Eliane Karp (* 1953), belgisch-US-amerikanisch-peruanische Anthropologin
- Eliane Martins (* 1986), brasilianische Leichtathletin
- Eliane Müller (* 1990), Schweizer Musikerin, Gewinnerin der Talentshow DGST 2012
- Eliane Plewman (1917–1944), Agentin der britischen nachrichtendienstlichen Spezialeinheit SOE
- Éliane Radigue (* 1932), zeitgenössische französische Komponistin
- Éliane Richepin (1910–1999), französische Pianistin, Komponistin und Musikpädagogin
- Eliane Rodrigues (* 1959), brasilianische Pianistin
- Eliane Rutishauser (* 1963), Schweizer Fotografin und Künstlerin
- Eliane Störi (* 1993), Schweizer Unihockeyspielerin
- Éliane Vogel-Polsky (1926–2015), belgische Anwältin und Feministin
- Eliane Zimmermann (* 1959), Aromatherapeutin und Autorin

Zweitname
- Michou Pascale Eliane Anderson (* 1968), schweizerische Filmschauspielerin und Glasperlen- und Schmuckdesignerin